# Porsche Carrera Cup Deutschland 1995
Der Porsche Carrera Cup Deutschland 1995 war die 6. Saison des Porsche Carrera Cup Deutschland. Der erste Lauf dieser Saison fand am 23. April 1995 auf dem Hockenheimring und das Saisonfinale am 15. Oktober fand ebenfalls dort statt.
Insgesamt wurden in dieser Saison neun Läufe in Deutschland und Belgien ausgetragen. Die Rennen fanden im Rahmenprogramm der DTM statt.
Den Fahrertitel gewann Harald Grohs mit 139 Punkten.

## Starterfeld
Folgende Fahrer und Gastfahrer sind in der Saison gestartet:
| Nr. | Fahrer                  | Team                     | Rennwochenende |
| --- | ----------------------- | ------------------------ | -------------- |
| 2   | Harald Grohs            | Oberbayern Motorsport    |                |
| 13  | Oliver Mathai           | Kadach Tuning            |                |
| 3   | Danny Pfeil             | tolimit Motorsport       |                |
| 50  | Wolfgang Land           |                          |                |
| 27  | Marco Werner            | Udo Schneider Motorsport |                |
| 19  | Horst Farnbacher        | Farnbacher Motorsport    |                |
| 4   | Harald Becker           |                          |                |
| 5   | Alexander Mattschull    | Kadach Tuning            |                |
| 10  | Gerhard Müller          |                          |                |
|     | Bruno Eichmann          |                          |                |
| 8   | Altfrid Heger           | Porsche Zentrum Koblenz  |                |
|     | Mika Salo               |                          |                |
| 15  | Karel Vasely            | tolimit Motorsport       | 1              |
| 16  | Frank Schmickler        | tolimit Motorsport       |                |
| 16  | Frank Böhm              | tolimit Motorsport       |                |
| 17  | Friedrich W. Künnemeyer | tolimit Motorsport       |                |

      Gaststarter

## Rennkalender und Ergebnisse
| Runde | Rennstrecke    | Datum         | Pole-Position        | Schnellste Runde | Sieger           | Zweiter          | Dritter              |
| ----- | -------------- | ------------- | -------------------- | ---------------- | ---------------- | ---------------- | -------------------- |
| 1     | Hockenheimring | 23. April     | Harald Grohs         | Wolfgang Land    | Harald Grohs     | Marco Werner     | Harald Becker        |
| 2     | AVUS           | 7. Mai        | Harald Grohs         | Frank Schmickler | Wolfgang Land    | Frank Schmickler | Horst Farnbacher     |
| 3     | Zolder         | 4. Juni       | Wolfgang Land        | Wolfgang Land    | Wolfgang Land    | Marco Werner     | Oliver Mathai        |
| 4     | Norisring      | 25. Juni      | Frank Schmickler     | Wolfgang Land    | Marco Werner     | Harald Grohs     | Wolfgang Land        |
| 5     | Nürburgring    | 9. Juli       | Marco Werner         | Frank Schmickler | Frank Schmickler | Harald Grohs     | Oliver Mathai        |
| 6     | Diepholz       | 23. Juli      | Oliver Mathai        | Wolfgang Land    | Wolfgang Land    | Oliver Mathai    | Marco Werner         |
| 7     | Nürburgring    | 20. August    | Oliver Mathai        | Altfrid Heger    | Altfrid Heger    | Oliver Mathai    | Harald Grohs         |
| 8     | Alemannenring  | 17. September | Harald Grohs         | Marco Werner     | Harald Grohs     | Wolfgang Land    | Danny Pfeil          |
| 9     | Hockenheimring | 15. Oktober   | Alexander Mattschull | Wolfgang Land    | Oliver Mathai    | Harald Grohs     | Alexander Mattschull |

## Meisterschaftsergebnisse

### Punktesystem
Punkte wurden an die ersten 15 klassifizierten Fahrer in folgender Anzahl vergeben. Die Punkte von den Gaststartern wurden am Saisonende gestrichen, daher können gleiche Positionen unterschiedliche Punktwertungen aufweisen:
| Platz  | 1. | 2. | 3. | 4. | 5. | 6. | 7. | 8. | 9. | 10. | 11. | 12. | 13. | 14. | 15. |
| Punkte | 20 | 18 | 16 | 14 | 12 | 10 | 9  | 8  | 7  | 6   | 5   | 4   | 3   | 2   | 1   |

### Fahrerwertung
Folgende Fahrer kamen auf die ersten zehn Plätze der Punktewertung.
| Platz | Fahrer                  | HOC1 | AVU | ZOL | NOR | NÜR1 | DIE | NÜR2 | ALE | HOC2 | Punkte |
| ----- | ----------------------- | ---- | --- | --- | --- | ---- | --- | ---- | --- | ---- | ------ |
| 1     | Harald Grohs            | 1    | ?   |     | 2   | 2    |     | 3    | 1   | 2    | 139    |
| 2     | Oliver Mathai           |      |     | 3   |     | 3    | 2   | 2    |     | 1    | 132    |
| 3     | Wolfgang Land           | ?    | 1   | 1   | 3   |      | 1   | DNF  | 2   | ?    | 99     |
| 4     | Marco Werner            | 2    |     | 2   | 1   | ?    | 3   | 5    | ?   |      | 99     |
| 5     | Horst Farnbacher        |      | 3   |     |     |      |     | 4    |     |      | 82     |
| 6     | Harald Becker           | 3    |     |     |     |      |     |      |     |      | 76     |
| 7     | Danny Pfeil             |      |     |     |     |      |     | DNF  | 3   |      | 69     |
| 8     | Alexander Mattschull    |      |     |     |     |      |     | 9    |     | 3    | 68     |
| 9     | Frank Schmickler        |      | 2   |     | ?   | 1    |     |      |     |      | 57     |
| 10    | Bruno Eichmann          |      |     |     |     |      |     | 8    |     |      | 55     |
| ?     | Gerhard Müller          |      |     |     |     |      |     | 10   |     |      | ?      |
| ?     | Altfrid Heger           |      |     |     |     |      |     | 1    |     |      | 0      |
| ?     | Mika Salo               |      |     |     |     |      |     | 6    |     |      | 0      |
| ?     | Karel Vasely            | 12   |     |     |     |      |     |      |     |      | 0      |
| ?     | Frank Böhm              |      |     |     |     |      |     |      |     |      | ?      |
| ?     | Friedrich W. Künnemeyer |      |     |     |     |      |     |      |     |      | ?      |
| Platz | Fahrer                  | HOC1 | AVU | ZOL | NOR | NÜR1 | DIE | NÜR2 | ALE | HOC2 | Punkte |

| Legende  | Legende            | Legende                                                          |
| Farbe    | Abkürzung          | Bedeutung                                                        |
| -------- | ------------------ | ---------------------------------------------------------------- |
| Gold     | –                  | Sieg                                                             |
| Silber   | –                  | 2. Platz                                                         |
| Bronze   | –                  | 3. Platz                                                         |
| Grün     | –                  | Platzierung in den Punkten                                       |
| Blau     | –                  | Klassifiziert außerhalb der Punkteränge                          |
| Violett  | DNF                | Rennen nicht beendet (did not finish)                            |
| Violett  | NC                 | nicht klassifiziert (not classified)                             |
| Rot      | DNQ                | nicht qualifiziert (did not qualify)                             |
| Rot      | DNPQ               | in Vorqualifikation gescheitert (did not pre-qualify)            |
| Schwarz  | DSQ                | disqualifiziert (disqualified)                                   |
| Weiß     | DNS                | nicht am Start (did not start)                                   |
| Weiß     | WD                 | zurückgezogen (withdrawn)                                        |
| Hellblau | PO                 | nur am Training teilgenommen (practiced only)                    |
| Hellblau | TD                 | Freitags-Testfahrer (test driver)                                |
| ohne     | DNP                | nicht am Training teilgenommen (did not practice)                |
| ohne     | INJ                | verletzt oder krank (injured)                                    |
| ohne     | EX                 | ausgeschlossen (excluded)                                        |
| ohne     | DNA                | nicht erschienen (did not arrive)                                |
| ohne     | C                  | Rennen abgesagt (cancelled)                                      |
| ohne     | keine WM-Teilnahme |                                                                  |
| sonstige | P/fett             | Pole-Position                                                    |
| sonstige | 1/2/3/4/5/6/7/8    | Punktplatzierung im Sprint-/Qualifikationsrennen                 |
| sonstige | SR/kursiv          | Schnellste Rennrunde                                             |
| sonstige | *                  | nicht im Ziel, aufgrund der zurückgelegten Distanz aber gewertet |
| sonstige | ()                 | Streichresultate                                                 |
| sonstige | unterstrichen      | Führender in der Gesamtwertung                                   |